# Jindřichov (district de Bruntál)
Pour les articles homonymes, voir Jindřichov.
Jindřichov (en allemand : Hennersdorf) est une commune du district de Bruntál, dans la région de Moravie-Silésie, en République tchèque. Sa population s'élevait à 1 216 habitants en 2021.

## Géographie
Jindřichov se trouve à 9 km au sud-sud-ouest de Prudnik (Pologne), à 30 km au nord de Bruntál, à 72 km au nord-ouest d'Ostrava et à 221 km à l’est-nord-est de Prague.
La commune est limitée par la Pologne au nord, par Vysoká et Liptaň à l'est, par Třemešná et Město Albrechtice au sud, et par Janov à l'ouest.

## Histoire
La première mention écrite de la localité date de 1256.

## Transports
Par la route, Jindřichov se trouve à 13 km de Město Albrechtice, à 14 km de Prudnik, à 47 km de Bruntál, à 91 km d'Ostrava et à 281 km de Prague.